# Yucca brevifolia
El árbol de Josué (Yucca brevifolia) es una especie de árboles de la familia de las asparagáceas.

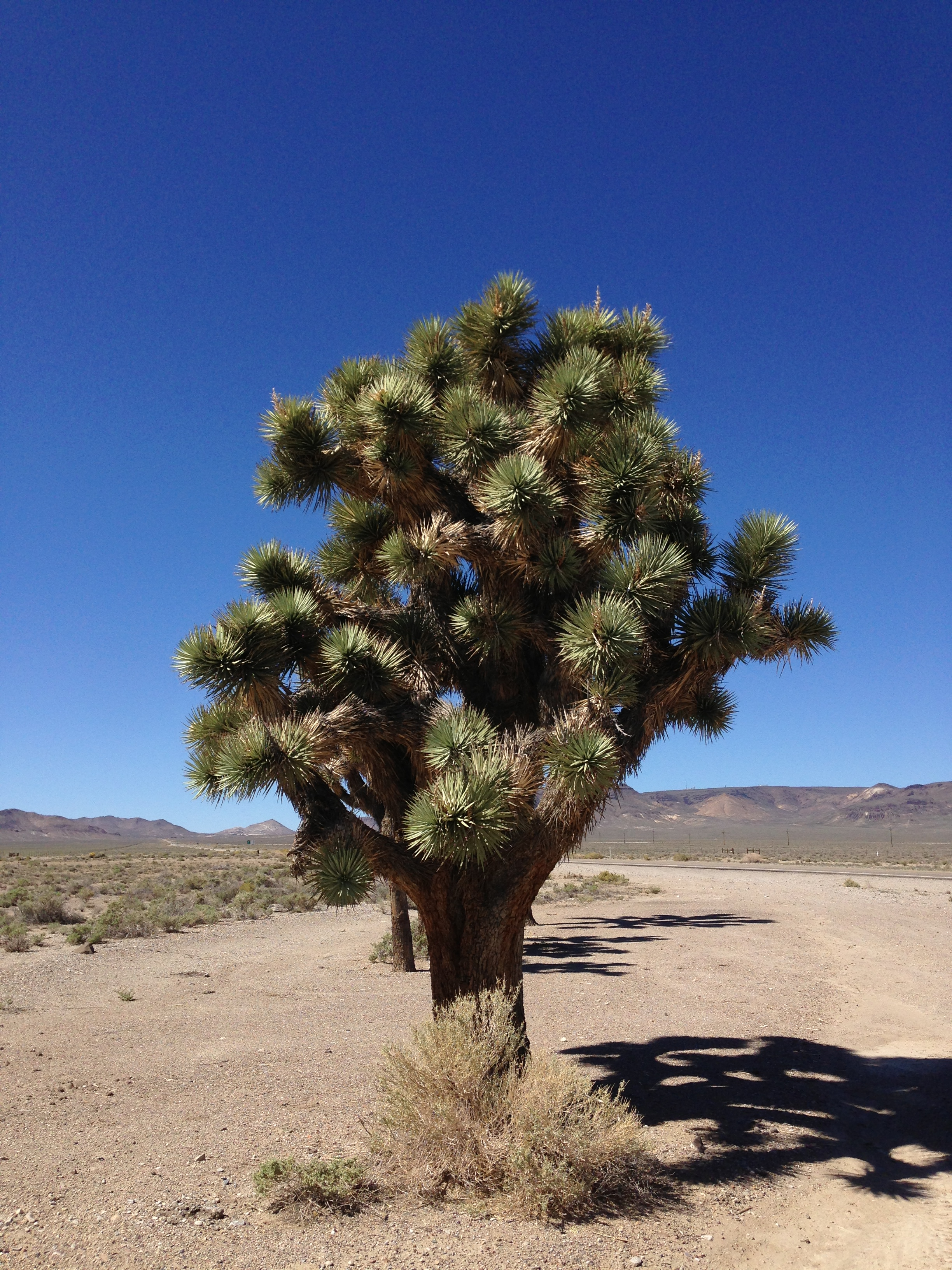
Vista del árbol

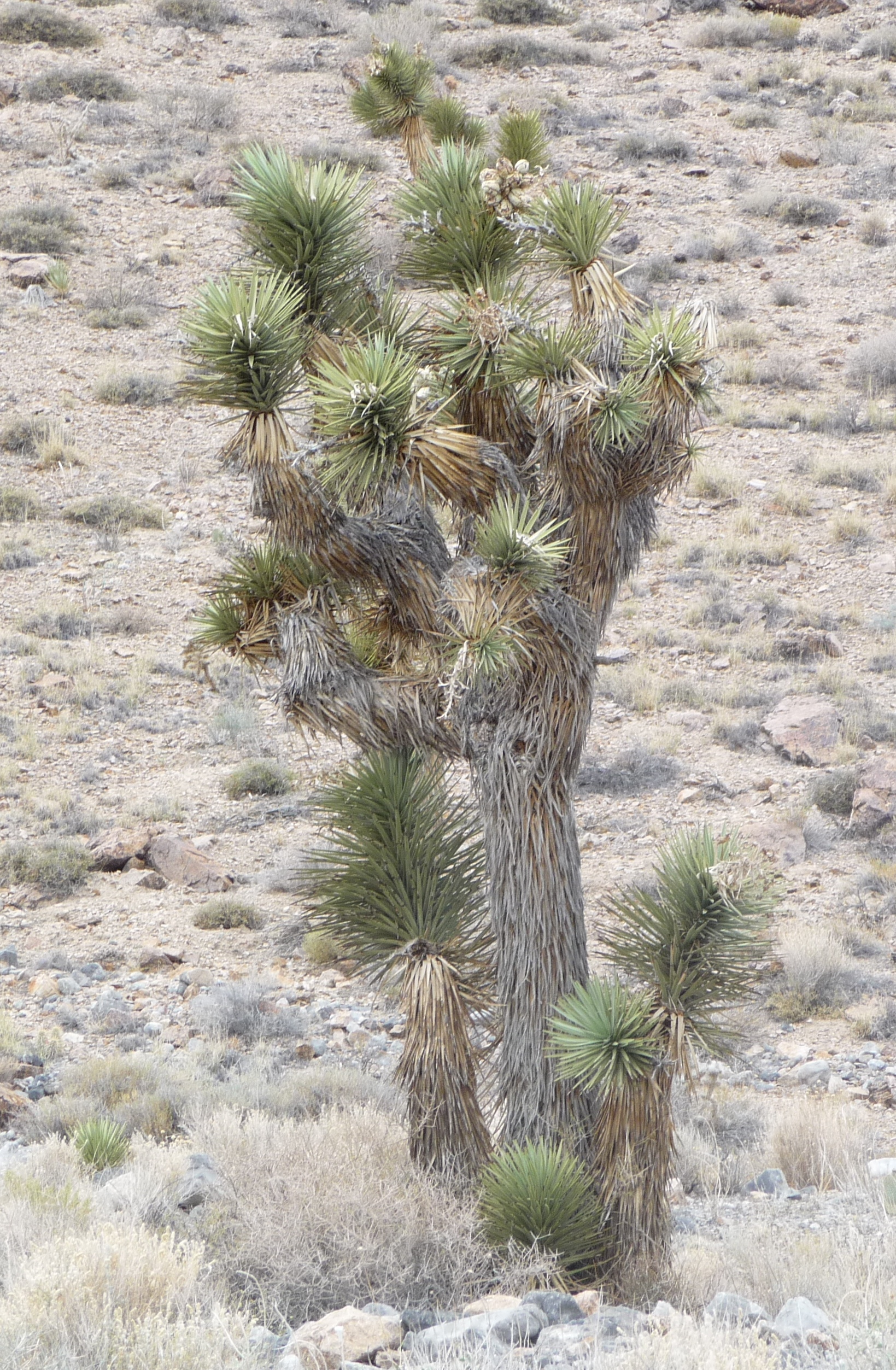
En su hábitat

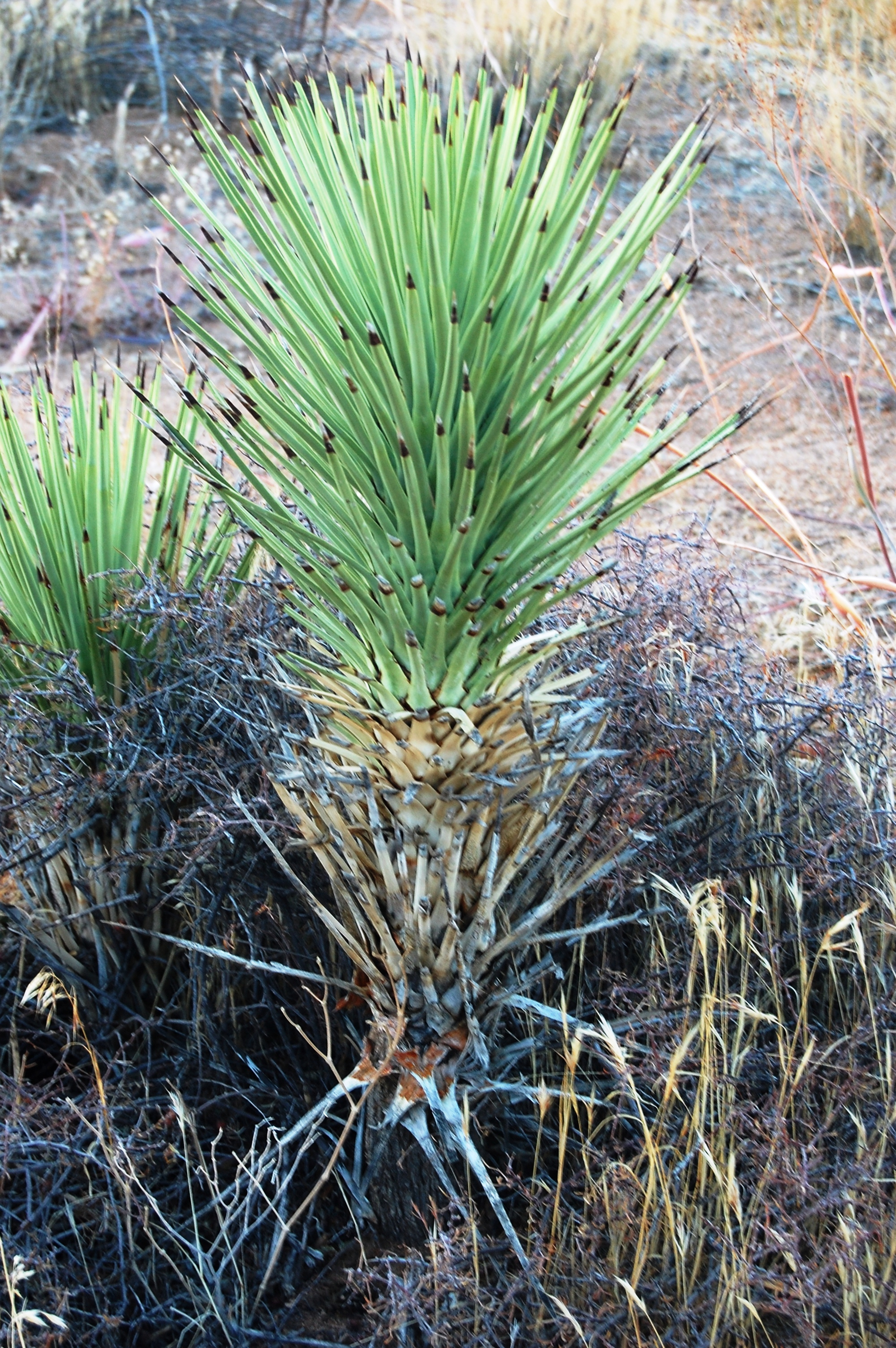
Planta joven

## Descripción
El árbol de Josué puede crecer de semillas o por rizomas de otras plantas que se extienden bajo el suelo. Son de crecimiento lento.  Las plantas que nacen de semillas fertilizadas alcanzan solamente unos pocos centímetros de altura en sus primeros años. Su crecimiento es generalmente de uno a dos centímetros por año. El tronco del árbol es fibroso y carece de anillos concéntricos, lo que hace muy difícil determinar su edad. Debido a sus raíces muy superficiales son propensos a caer al suelo debido al peso de sus ramas, una vez que estas están muy extendidas. Pero si logra sobrevivir los rigores del desierto, es capaz de vivir unos doscientos años. El árbol más alto del Joshua Tree National Park tiene unos 13 metros de alto.
En primavera estos árboles se cubren de flores blanco-amarillentas. Esta floración aparece desde febrero hasta finales de abril. Los árboles no presentan el crecimiento de nuevas ramas hasta después de terminada la floración, la cual no ocurre todos los años. Como todas las plantas del desierto, la floración depende de la cantidad y el tiempo de lluvia.  También heladas tardías pueden hacer que las flores caigan antes de abrirse.
Una vez que florecen, los árboles son polinizados por las mariposas nocturnas, que depositan sus huevos en las flores. Las larvas se alimentan de las semillas del árbol, pero quedan suficientes semillas para producir nuevas plantas.

## Distribución
Crece en el desierto de Mojave, en los estados estadounidenses de California, Arizona, Utah y Nevada, abundan en especial en el Parque nacional de Árboles de Josué, en California, entre 600 y 2000 metros sobre el nivel del mar. Se dice que hay ejemplares en estados mexicanos del norte como Saltillo, Coahuila, pero debido a que no hay ejemplares en la frontera de los Estados Unidos, generalmente son otras especies del género Yucca.

## Historia
Parece ser que el nombre de árbol de Josué le fue dado por un grupo de pioneros mormones que a mediados del siglo XIX, después de haber cruzado el río Colorado los vieron por primera vez al llegar al desierto de Mojave. La forma peculiar de este árbol les recordó la historia bíblica del patriarca Josué (inglés=Joshua) levantando sus manos hacia el cielo, implorando la ayuda de Dios.

## Taxonomía
Yucca brevifolia fue descrito por George Engelmann y publicado en United States Geological Expolration of the Fortieth Parallel. Vol. 5, Botany 496. 1871.
Etimología
Yucca: nombre genérico que fue nombrado por Carlos Linneo y que deriva por error de la palabra taína: yuca (escrita con una sola "c").
brevifolia: epíteto latíno que significa "con hojas pequeñas"
Sinonimia
- Clistoyucca brevifolia (Engelm.) Rydb. (1917).
- Sarcoyucca brevifolia (Engelm.) Linding. (1933).
- Yucca draconis var. arborescens Torr. (1857).
- Yucca arborescens (Torr.) Trel. (1892).
- Clistoyucca arborescens (Torr.) Trel. (1902).
- Yucca jaegeriana (McKelvey) L.W.Lenz (2007).[5]